# Lim Chang-yong
Detta är ett koreanskt namn; familjenamnet är Lim.
Lim Chang-yong (hangul: 임창용), född den 4 juni 1976 i Gwangju, är en sydkoreansk professionell basebollspelare som spelar för Kia Tigers i KBO League. Lim är högerhänt pitcher.
Lim tog brons för Sydkorea vid olympiska sommarspelen 2000 i Sydney.
Lim representerade även Sydkorea vid World Baseball Classic 2009, när Sydkorea kom tvåa.
Efter 17 säsonger i Sydkorea (1996–2007) och Japan (2008–2012) rapporterades det i december 2012 att Lim skrivit på för Chicago Cubs i Major League Baseball (MLB) för fem miljoner dollar. Efter 21 matcher i farmarligorna debuterade Lim för Cubs den 7 september 2013, drygt 37 år gammal. Han blev därmed den näst äldsta pitchern sedan åtminstone 1901 som gjort sin MLB-debut för Cubs. Han spelade sex matcher med en earned run average (ERA) på 5,40. Efter säsongen fick han inget erbjudande om nytt kontrakt av Cubs, vilket innebar att han blev free agent. 2014 återvände han till Sydkorea och spelade för Samsung Lions.